# 1779 w literaturze
Wydarzenia literackie w 1779 roku.

## Nowe książki
- polskie
  - Adam Kazimierz Czartoryski - Kawa
  - Franciszek Dionizy Kniaźnin – Erotyki
  - Ignacy Krasicki - Bajki i przypowieści
- zagraniczne
  - Gotthold Lessing - Natan mędrzec

## Urodzili się
- 15 lipca – Clement Clarke Moore, amerykański pisarz (zm. 1863)